# 柏柏爾學院
柏柏學院（法語：Académie Berbere；卡拜爾語：Agraw imaziɣen）是在1966年由莫漢德·ARAV·貝薩烏得（Mohand ARAV Bessaoud）以及一群年輕的卡拜尔人所成立的文化協會，組織成員有知識分子、藝術家以及記者，致力於提倡使用提非納文来书写柏柏尔语。由於擔心"學院"一詞被誤用，他們在1967年將此協會改名為"柏柏學院"（Agraw Imaziɣen），不過该組織已於1978年解散。

## 柏柏字母標準
柏柏學院基於提非納文的基礎提出了一個柏柏字母標準，且该文字流通於摩洛哥和阿爾及利亞的卡拜尔人、圖阿雷格人以及里夫安人（Riffian）之間。其目的為振興幾千年的古老書寫系統，並抄寫記錄所有的柏柏語方言；而且每隔一段時間，柏柏學院會使用提非納文出版期刊"伊瑪立言"（Imazighen (journal)）。
柏柏學院還提出了柏柏旗幟（Berber flag）的設計方案。

## 參閲
- 標準摩洛哥柏柏爾語